# Margot Vanpachtenbeke
Margot Vanpachtenbeke, née le 2 février 1999 à Mons, est une duathlète et coureuse cycliste belge.

## Biographie
Margot Vanpachtenbeke commence par une carrière de duathlète. Ainsi lors de la saison 2021-22, elle parvient à remporter le classement général des Cross Duathlon Series et en 2022, elle est championne de Belgique de duathlon cross.
Elle pratique également le cyclisme sur route en 2021 via le projet Kopvrouwen, et brille en remportant une victoire à Zolder et en haut du mont Kemmel.
Elle participe à ses premières courses UCI après avoir rejoint l'équipe belge KDM-Pack Cycling Team en 2022. Ses bons résultats lui permettent de rejoindre l'équipe Parkhotel Valkenburg l'année suivante. Elle s'aligne alors sur certaines courses flamandes de la saison 2023.
En 2024, elle est sélectionnée par l'équipe de Belgique pour participer à la course en ligne des Jeux olympiques de Paris 2024, où elle termine à la 43e place.

## Palmarès sur route

### Par années
- 2024
  - 1re étape du Tour de Thuringe
  - Tour de Toscane féminin-Mémorial Michela Fanini : 
    - Classement général
    - 2e étape

  - 2e de La Périgord Ladies
- 2025
  - 3e de La Périgord Ladies
  - 10e du Circuit Het Nieuwsblad

### Résultats sur les grands tours

#### Tour de France
1 participation
- 2025 : 29e

### Classements mondiaux
| Année                                 | 2023 | 2024 |
| ------------------------------------- | ---- | ---- |
| Classement UCI                        | 329e | 85e  |
| UCI World Tour                        | nc   | 105e |
|                                       |      |      |
| Légende : nc = non classéSource : UCI |      |      |

## Palmarès en duathlon
- 2022
  -  Championne de Belgique de duathlon cross